# Джекилл и Хайд (мюзикл)
Джекилл и Хайд (англ. Jekyll & Hyde) — мюзикл композитора Фрэнка Уайлдхорна. Автор либретто Лесли Брикасс, по мотивам повести Роберта Льюиса Стивенсона «Странная история доктора Джекила и мистера Хайда». Режиссёр Бродвейской версии — Робин Филлипс. Три раза был поставлен в США и двенадцать раз за их пределами. До официальной премьеры на Бродвее, состоявшейся 28 апреля 1997 года, было проведено 45 предпремьерных выступлений. Мюзикл был сыгран 1543 раза, и, закрывшись 7 января 2001 года, стал самой продолжительной  по количеству сезонов постановкой в истории Plymouth Theatre.

## История создания
Фрэнк Уайлдхорн и Стив Каден (англ. Steve Cuden) написали либретто, музыку и стихи будущего мюзикла в конце 1980-х годов, но по финансовым причинам он не был поставлен. В 1990 году либретто и стихи были переработаны Лесли Брикассом, и шоу было поставлено в театре Alley Theatre Хьюстона с Колмом Вилкинсоном и Линдой Эдер в главных ролях. Эти же исполнители записали так называемый концепт-альбом.
Спектакль демонстрировался до 1995 года, после чего постановка была переведена в  5th Avenue Musical Theatre Сиэтла. В августе того же года мюзикл отправился в гастрольный тур по городам США. Премьера на Бродвее состоялась 28 апреля 1997 года. Здесь роли Джекилла и Хайда исполнил Роберт Куцциоли, Линда Эдер — партии Люси. В 1999 году состав исполнителей был переформирован и спектакль совершил второй Северо-Американский тур по 39 городам.
Новая версия мюзикла была создана в 2001 году в Westchester Broadway Theatre, Нью-Йорк. 
В 2007 году при участии трэш-метал гитариста Алекса Школьника был выпущен  альбом под названием Jekyll&Hyde: Resurrection (Воскрешение).

## Синопсис
Спектакль начинается со слов Джекилла: «В каждом из нас есть два начала. Если эта примитивная двойственность: добро и зло, могла бы быть разделена на две составляющие, жить бы стало гораздо проще. Проклятие человечества в том, что эти противоположности непрерывно борются внутри каждого человека.» Его адвокат и лучший друг Джон Аттерсон вводит зрителей в курс дела, рассказывая отдельные фрагменты из жизни Доктора Джекилла.
Действие переносится на некоторое время назад, в палату психиатрической больницы, куда был определён парализованный и душевнобольной отец Джекилла («Lost in the Darkness/Потерянный во мраке»). Джекилл верит, что основной причиной болезни отца является зло в его душе. Он охвачен страстью узнать, почему в человеке живёт добро и зло, и делает попытки разделить эти противоположности («I Need to Know/Я должен знать»).
Некоторое время спустя зритель видит, как богачи и бедняки Лондона 19-го века повествуют о поступках людей того времени. О том, как им хочется чтобы их видели другие и неважно, кто они на самом деле в душе («Facade/Фасад»). Позже, Джекилл представляет план своих исследований Совету Управляющих Госпиталя Святого Иуды: епископу Бэсингстоку, генералу лорду Глоссопу, леди Биконсфилд, сэру Арчибальду Прупсу, лорду Сэвиджу и сэру Дэнверсу. Все они, за исключением Дэнверса, будущего тестя Джекилла, напыщенные и богатые лицемеры. Предложение Джекилла провести эксперимент на живом человеке они отклоняют с криками о «святотатстве, богохульстве, ереси, и невменяемости Доктора» пятью голосами против и одним воздержавшимся Дэнверсом («Board of Governors/Совет Управляющих»).
Вечером того же дня Дэнверс проводит приём гостей по поводу скорого венчания его дочери Эммы с Доктором Джекиллом («Facade Reprise/Фасад — Реприз»). Здесь присутствует высший класс общества, Совет Управляющих и Саймон Страйд, конкурент Джекилла, с детства влюблённый в Эмму. Он уговаривает Эмму бросить эту глупую и бессмысленную затею со свадьбой, но девушка не поддаётся и быстро «отшивает» его. Джекилл, опоздав, как обычно, прибывает на вечер в тот момент, когда все гости уходят смотреть фейерверк. Он и Эмма наслаждаются одиночеством. («Take Me as I Am/Прими меня таким/такой, какой/какая я есть»).
После приёма Джекилл и Аттерсон идут в заведение с сомнительной репутацией — «Красный Паб» («Отбросы/Dregs» в некоторых версиях) для проведения мальчишника. Там они смотрят представление танцовщиц, главную роль в котором исполняет проститутка Люси Харрис («Bring on the Men/'Навлеките' мужчин» — заменено на «Good 'n' Evil/Добро и Зло» в бродвейской версии). После шоу Аттерсона уводит другая проститутка, а Люси и Джекил остаются за столиком («Here’s to the Night/Дело к ночи»). Как только наступает момент поцелуя, возвращается Аттерсон и они с Джекиллом уходят. Джекилл оставляет Люси свою визитку.
Как только Аттерсон и Джекилл возвращаются в элитную часть города, Аттерсон замечает, что настроение Джекилла улучшилось. Джекилл отвечает, что он нашёл человека, на котором сможет провести свой эксперимент. Аттерсон советует ему скорее идти спать.  Несмотря на совет своего друга, Джекилл идёт в лабораторию («This is the Moment/Вот момент»). Смешивая заранее приготовленные компоненты, он получает формулу HJ7 и выпивает её (во многих версиях вкалывает себе в вену на руке). Через несколько минут он превращается в отвратительное животное, похожего на человека («Transformation/Трансформация»). Он выходит и бродит по улицам, упиваясь видами и звуками Лондона, включая встречу с Люси. Он называет себя Эдвардом Хайдом («Alive/Живой»).
Неделю после этого о Джекилле ничего не слышно. Эмма и Аттерсон спрашивают дворецкого Джекилла — Пула, где тот. После Эмма уходит, а Пул рассказывает Аттерсону, что Джекилл всё это время скрывался в своей лаборатории. Появляется Джекилл и просит Пула принести ему необходимые химические компоненты. Аттерсон пытается отговорить его от этой затеи с опытами («His Work and Nothing More/Его работа и ничего кроме неё»).
С визитной карточкой в руке Люси приходит в дом к Джекиллу с ужасным синяком на спине. В то время как Джекилл обрабатывает его, Люси сообщает, что это сделал человек по имени Хайд. Джекилл ошеломлён таким сообщением, но не подаёт виду. Влюбленная в него, Люси целует Джекилла («Sympathy, Tenderness/Симпатия, Нежность»). Оборвав этот чудесный миг, Джекилл покидает Люси, которая задается вопросом о своей любви к нему («Someone Like You/Такой, как ты»).
Позже, епископ Басингсток замечен прогуливающимся по улице с проституткой. Когда она уходит, появляется Хайд и забивает епископа до смерти своей тростью («Alive — Reprise/Живой — Реприза»), конец первого акта.
Второй акт.
Лондонский люд обсуждает последние новости: убийство епископа. На его похоронах генерал Глоссоп и лорд Сэвидж покидают церковь, оставляя подлые замечания в адрес убиенного. Внезапно снова появляется Хайд и наносит удар Глоссопу, в то время как Сэвидж убегает. Опять жители Лондона начинают обсуждать уже второе убийство. Джекилл замечен в аптеке с большим количеством купленных химикатов. Позже Сэвидж, сэр Прупс и леди Биконсфилд в пьяном виде покидают поминки, оставляя гадкие комментарии в адрес горожан низшего класса. И снова из темноты выскакивает Хайд, нанося удар Прупсу одной рукой и хватая за шею леди Биконсфилд. Сэвидж снова чудом спасается бегством. Город в третий раз бурно реагирует на двойное убийство. Дэнверс встречает Сэвиджа на железнодорожной станции. Сэвидж говорит, что он покидает город ради своей собственной безопасности. Дэнверс отправляется домой, и в этот момент Хайд ломает шею Сэвиджу и бросает его на рельсы («Murder, Murder/Убийство»).
Эмма находит Джекилла обезумевшим и унылым в лаборатории. Она говорит, что любит его, что не может жить без него и просит, чтобы он доверился ей («Once Upon a Dream»). Она уезжает, и Джекилл становится перед фактом, что Хайд стал  неотъемлемой его частью («Obsession/Навязчивая идея»). В это время Люси и Эмма исполняют дуэт о их любви к Джекиллу («In His Eyes/В Его Глазах»). Действие возвращается в таверну «Красная Крыса», где Люси посещает Хайд, который, как кажется, имеет своего рода животный контроль над нею («Dangerous Game/Опасная Игра»).
Аттерсон приходит в дом Джекилла, но обнаруживает в лаборатории Хайда. Хайд выпивает формулу и превращается обратно в Джекилла. Он говорит Аттерсону, что сможет победить Хайда в себе, если у него будет достаточно необходимых химикатов. Аттерсон уезжает, чтобы купить их. Джекилл начинает тешить себя надеждой на то, что скоро у него будут все необходимые компоненты(«Angst 2/Тоска 2»). Аттерсон заходит к Люси в «Красную Крысу», чтобы передать деньги и письмо от Джекилла. В письме он читает Люси о том, что Доктор просит её оставить город навсегда и начать новую жизнь в другом месте. После того, как Аттерсон уезжает, Люси поет о новых горизонтах, которые открывает ей жизнь с Джекиллом («A New Life/Новая Жизнь»). Именно в этот момент возвращается Хайд и, заметив письмо Джекилла, медленно и жестоко убивает Люси («Reprise Sympathy, Tenderness/Симпатия, Нежность — Реприз»). Внезапно происходит обратная трансформация и Джекилл оказывается на месте убийцы Люси.
Испачкавшись в крови, Джекилл возвращается к лабораторию и пытается помериться силами с Хайдом в заключительном сражении, живым из которого может выйти только один («Confrontation/Конфронтация»).
Казалось бы, всё кончилось, и Джекилл победил в себе Хайда. Но через несколько недель, в день его свадьбы с Эммой, в момент, когда необходимо сказать заветные слова «Да, беру» из Джекилла с диким криком вырывается Хайд. Тут же он убивает Страйда и берёт в заложники Эмму. Но голос Эммы даёт Джекиллу сил взять Хайда под контроль. Он просит Аттерсона убить его и, соответственно, Хайда в нём. Наконец, Аттерсон стреляет из револьвера в Джекилла. Спектакль заканчивается плачем Эммы над бездыханным телом Джекилла.

## Список треков на официальном CD Бродвейской версии
| Первый Акт | Второй Акт |
| 1. Prologue 2. Lost In The Darkness 3. Façade 4. Pusue The Truth 5. Façade Reprise 6. Emma’s Reasons 7. I Must Go On 8. Take Me As I Am 9. Letting Go 10. Façade Reprise 11. No One Knows Who I Am 12. Good 'N' Evil 13. Now There Is No Choice 14. This Is The Moment 15. First Transformation 16. Alive 17. Your Work And Nothing More 18. Sympathy, Tenderness 19. Someone Like You 20. Alive Reprise | 1. Murder, Murder 2. Once Upon A Dream 3. Obsession 4. In His Eyes 5. Dangerous Game 6. Façade Reprise 7. They Way Back 8. A New Life 9. Confrontation 10. Façade Reprise 11. Finale |

## Другие версии
Мюзикл 'Джекилл и Хайд' был поставлен в Германии, Австрии, Японии, Чехии, России и других странах на государственных языках. Также, были выпущены официальные записи:
1. Бременская версия 1999
2. Венгерская версия 2001
3. Испанская версия 2001
4. Венская версия 2002
5. Японская версия 2003
6. Корейская версия 2004
7. Австрийская версия 2005
8. Чешская версия 2005
9. Русская версия 2015

## Артисты
Джекилл/Хайд: Себастьян Бьёрк, Роберт Куциолли, Роберт Эвен, Дэвид Хассельхофф, Паул Николас, Чак Вагнер, Джек Вагнер, Энтони Уорлоу (только аудиоверсия), Колм Уилкинсон (только аудиоверсия), Рафаэль (только аудиоверсия), Александр  Домогаров, Валерий Анохин, Иван Ожогин, Кирилл Гордеев, Ростислав Колпаков
Люси: Линда Эдер, Колин Секстон, Ирина Климова, Анастасия Макеева, Екатерина Гусева, Наталия Диевская, Агата Вавилова
Эмма/Лиза: Кэроли Кармелло, Кристиан Нолл, Келли O'Хара, Андреа Риветте, Ребекка Спенсер, Лилия Волкова, Вера Свешникова, Елена Газаева